# Danh sách tòa nhà cao nhất Thái Lan

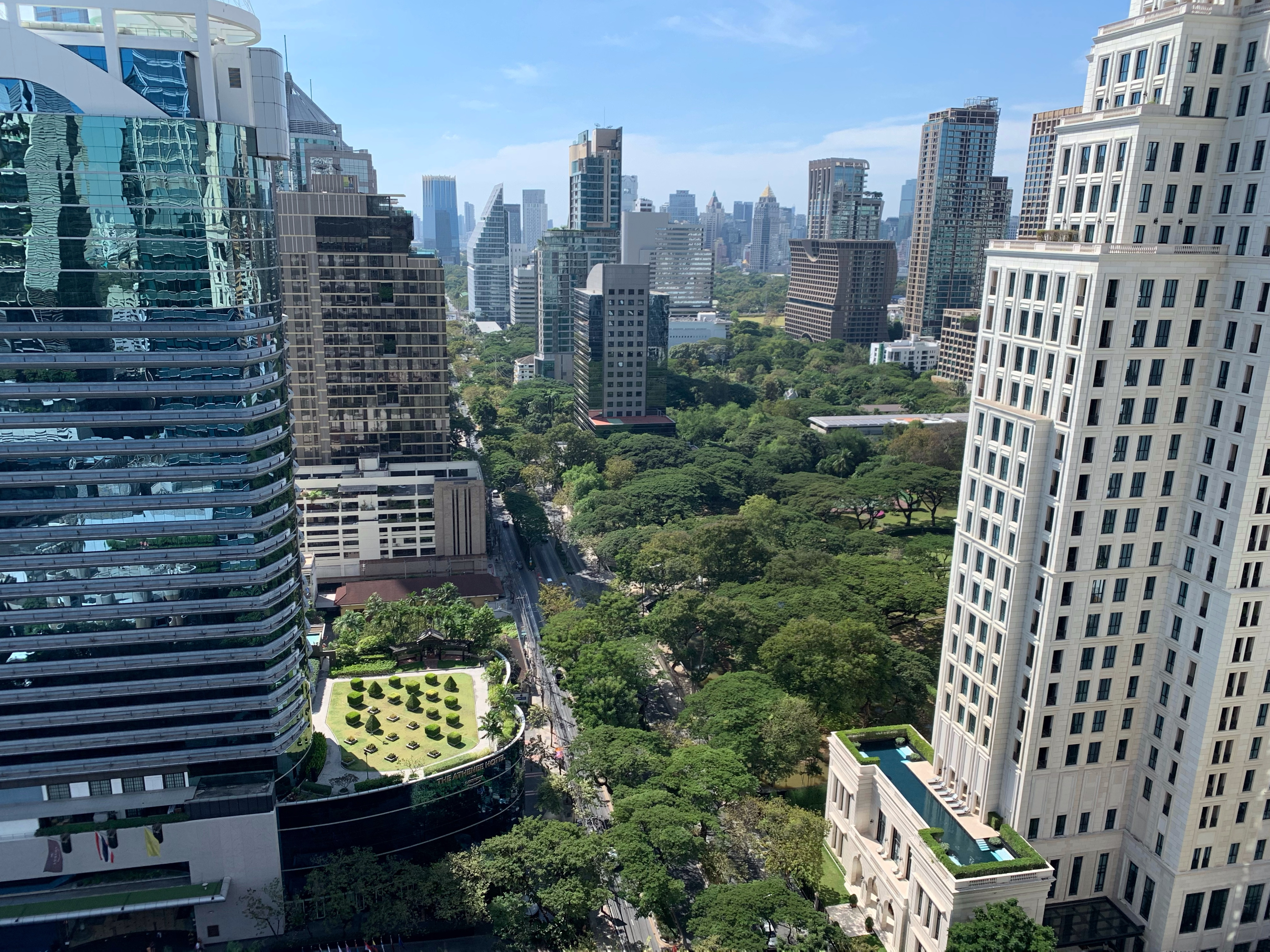
Nhà chọc trời ở Đường Witthayu tại Băng Cốc

Dưới đây là bảng xếp hạng danh sách tòa nhà cao nhất Thái Lan tại Thái Lan theo độ cao.

## Ảnh hưởng từ môi trường
Nền đất Băng Cốc sẽ bị lún khoảng 3 cm mỗi năm. Được xây dựng trên đồng bằng phù sa đất sét mềm, sự sụt lún ngày càng nghiêm trọng hơn do bơm quá nhiều mạch nước ngầm và trọng lượng khổng lồ của các tòa nhà. Theo hội đồng cải cách quốc gia Thái Lan (NRC), nếu không có những biện pháp hành động thì đến năm 2030 Băng Cốc có thể bị ngập nước do việc khai thác nước ngầm cùng với trọng lượng của các tòa nhà và nước biển dâng.

## Danh sách tòa nhà cao nhất đã hoàn thành
Dưới đây là bảng xếp hạng tòa nhà cao nhất đã hoàn thành tại Thái Lan với độ cao thấp nhất từ 151 m (495 ft), dựa theo tiêu chuẩn đo chiều cao bao gồm cột spire và chi tiết kiến trúc, nhưng không bao gồm cột ăng ten.

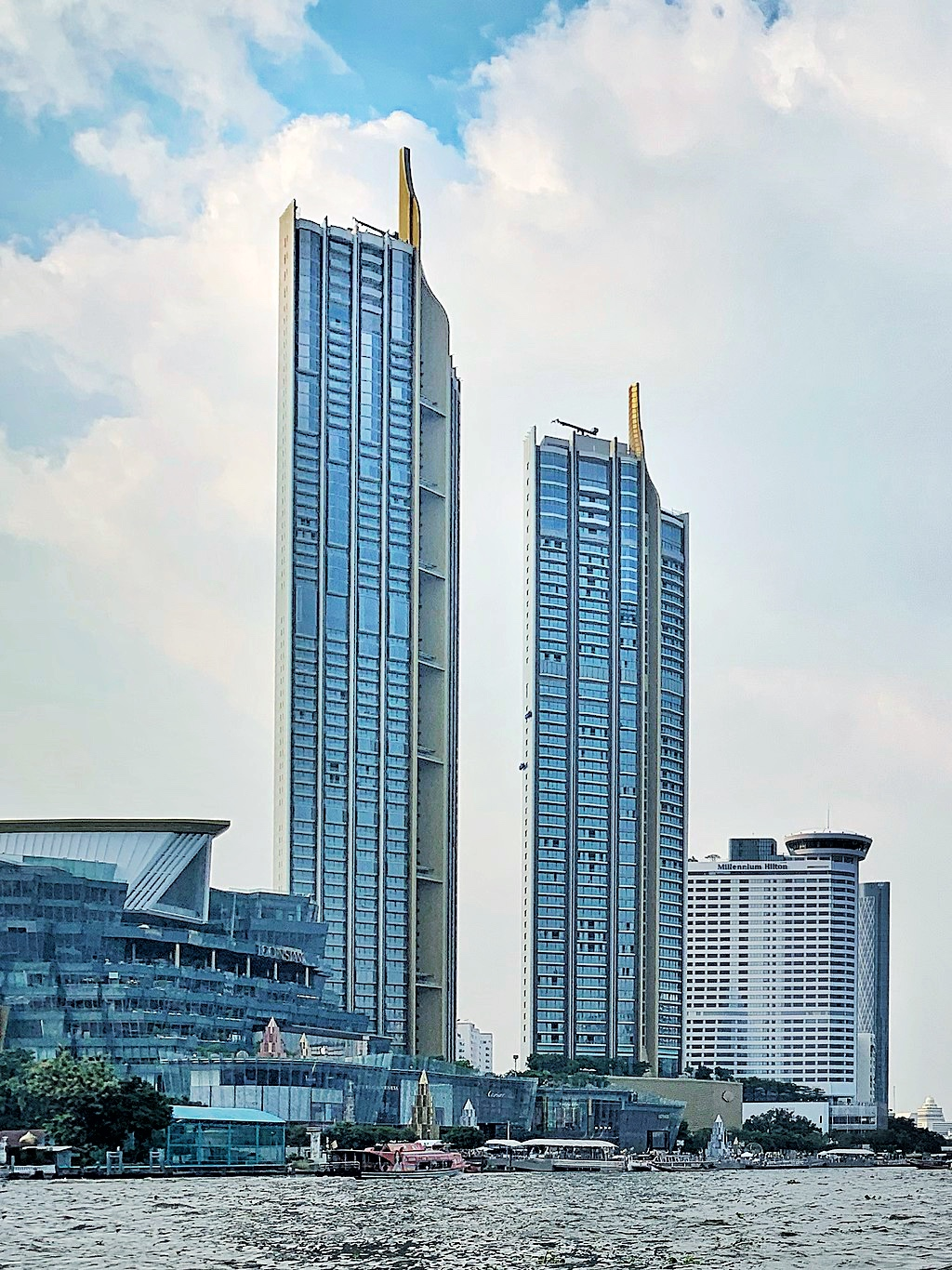
Magnolias Waterfront Residences Iconsiam (trái), hiện là tòa nhà cao nhất
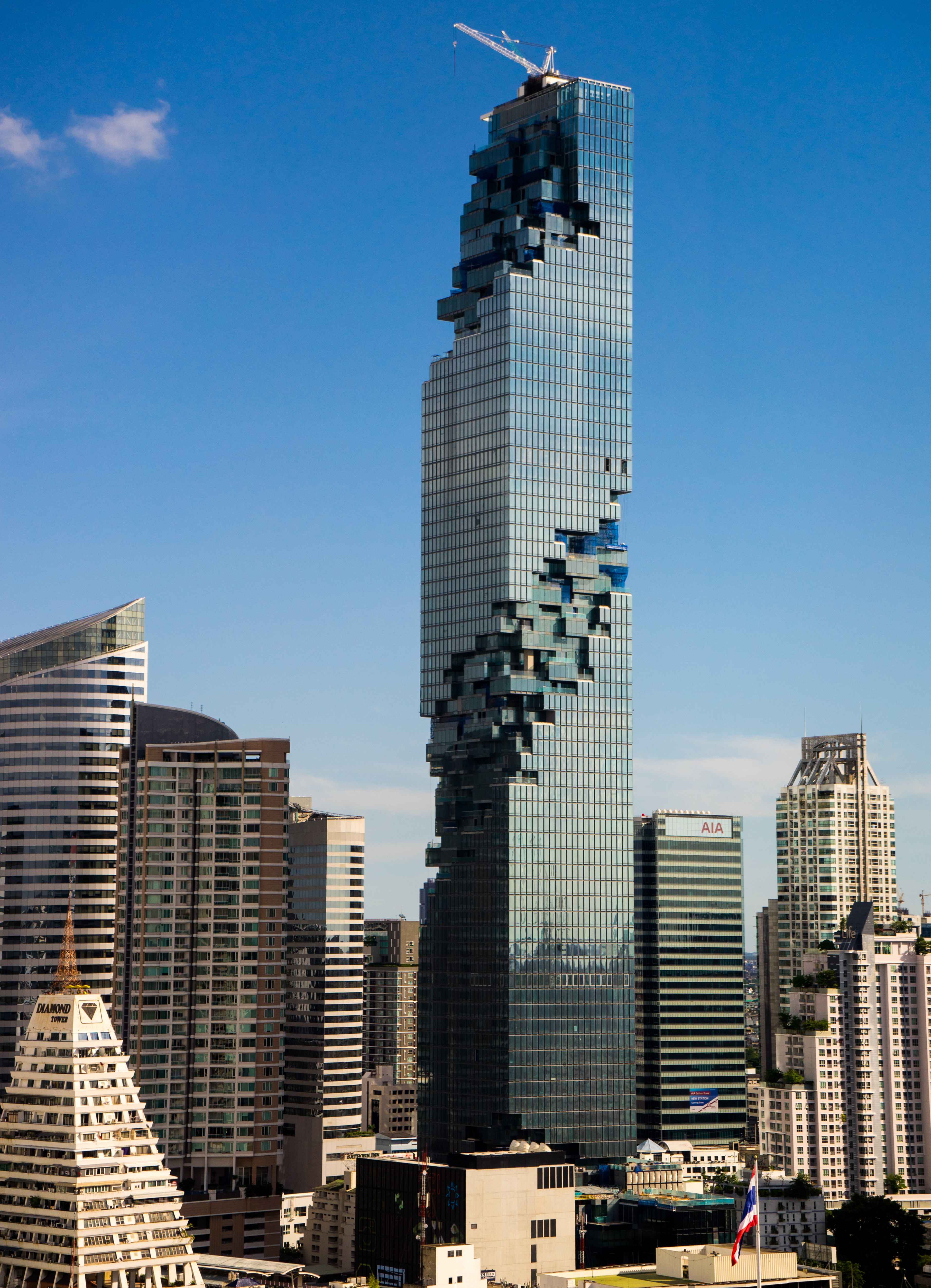
King Power MahaNakhon, cao thứ 2
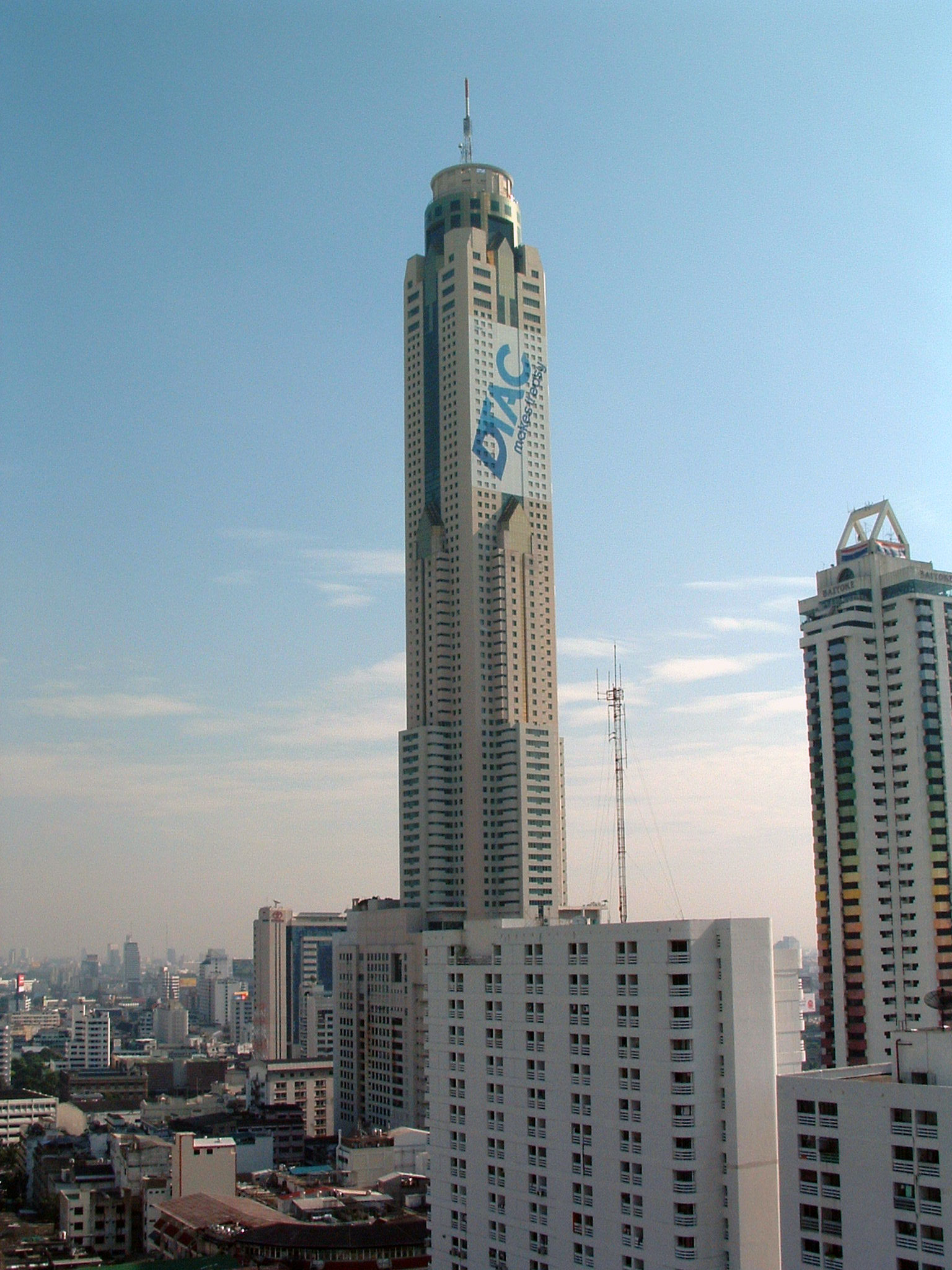
Baiyoke Tower II, cao thứ 3
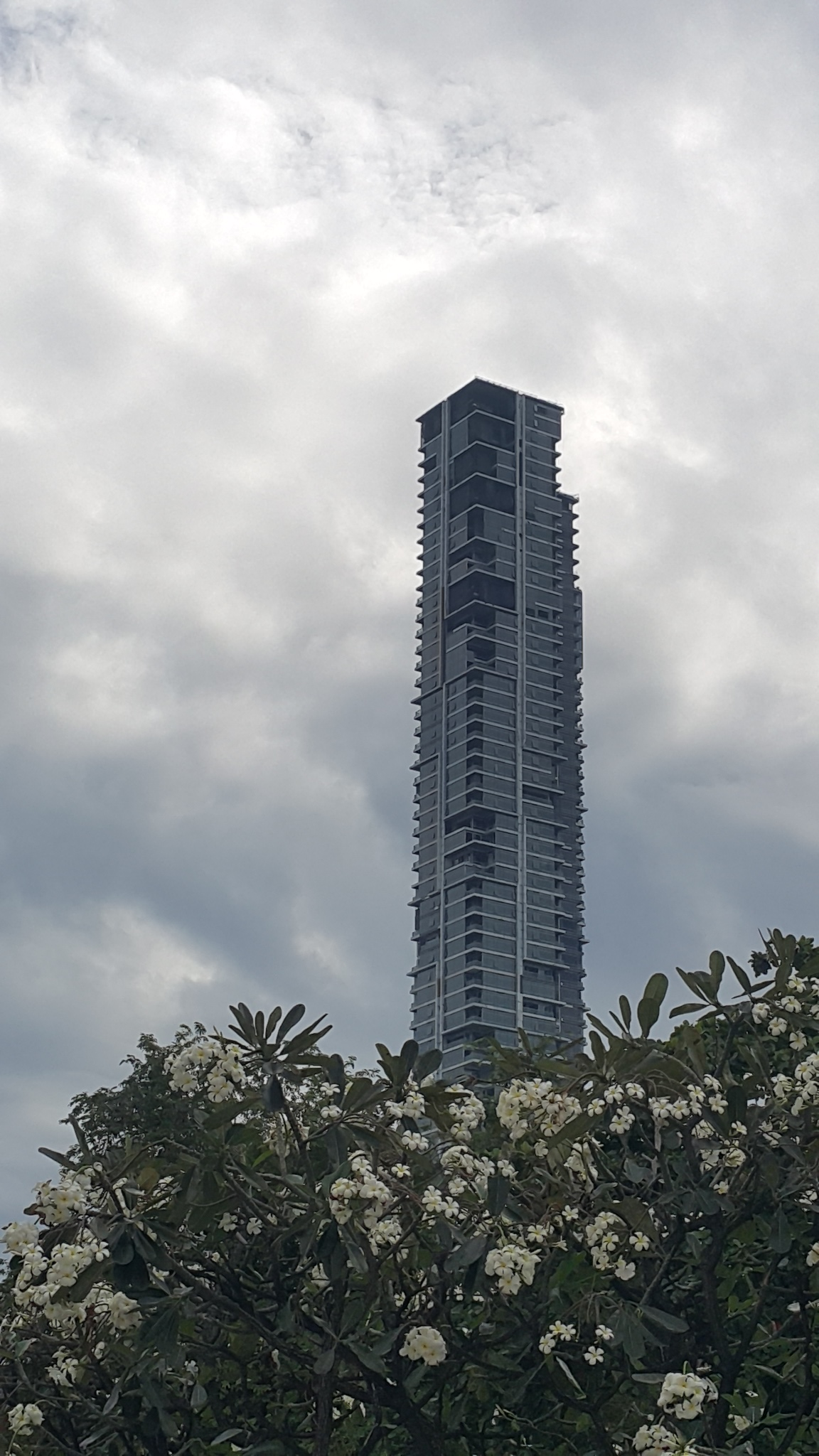
Four Season Private Residences Bangkok, cao thứ 4

| Hạng | Tòa nhà                                                   | Vị trí            | Tỉnh         | Cao   | Cao      | Tầng | Hoàn thành |
| ---- | --------------------------------------------------------- | ----------------- | ------------ | ----- | -------- | ---- | ---------- |
| 1    | Magnolias Waterfront Residences Iconsiam                  | Khlong San        | Băng Cốc     | 318 m | 1,043 ft | 70   | 2018       |
| 2    | King Power MahaNakhon                                     | Bang Rak          | Băng Cốc     | 314 m | 1,031 ft | 78   | 2016       |
| 3    | Baiyoke Tower II                                          | Ratchathewi       | Băng Cốc     | 304 m | 997 ft   | 85   | 1997       |
| 4    | Four Season Private Residences Bangkok                    | Sathon            | Băng Cốc     | 300 m | 985 ft   | 73   | 2019       |
| 5    | One City Centre                                           | Pathum Wan        | Băng Cốc     | 276 m | 905 ft   | 61   | 2022[UC]   |
| 6    | The Residences at Mandarin Oriental Bangkok               | Khlong San        | Băng Cốc     | 272 m | 893 ft   | 52   | 2018       |
| 7    | The River South Tower                                     | Khlong San        | Băng Cốc     | 266 m | 871 ft   | 71   | 2012       |
| 8    | Canapaya Residences                                       | Bang Kho Laem     | Băng Cốc     | 253 m | 830 ft   | 57   | 2019       |
| 9    | State Tower                                               | Bang Rak          | Băng Cốc     | 247 m | 811 ft   | 67   | 2001       |
| 10   | China Resources Tower                                     | Pathum Wan        | Băng Cốc     | 245 m | 804 ft   | 53   | 2002       |
| 11=  | One9Five Asoke-Rama 9 Tower I                             | Huai Khwang       | Băng Cốc     | 244 m | 801 ft   | 61   | 2021       |
| 11=  | One9Five Asoke-Rama 9 Tower II                            | Huai Khwang       | Băng Cốc     | 244 m | 801 ft   | 61   | 2021       |
| 13   | Magnolias Ratchadamri Boulevard                           | Pathum Wan        | Băng Cốc     | 242 m | 794 ft   | 60   | 2016       |
| 14   | The Unicorn Phayathai                                     | Ratchathewi       | Băng Cốc     | 240 m | 786 ft   | 55   | 2022[UC]   |
| 15   | Menam Residences                                          | Bang Kho Laem     | Băng Cốc     | 239 m | 785 ft   | 54   | 2016       |
| 16   | The ESSE Asoke                                            | Watthana          | Băng Cốc     | 237 m | 777 ft   | 55   | 2019       |
| 17   | Centara Grand & Bangkok Convention Centre at CentralWorld | Pathum Wan        | Băng Cốc     | 235 m | 771 ft   | 59   | 2008       |
| 18   | Reflection Jomtien Beach Pattaya Oceanfront Tower         | Sattahip          | Chonburi     | 234 m | 768 ft   | 55   | 2013       |
| 19   | The Met                                                   | Sathon            | Băng Cốc     | 231 m | 757 ft   | 66   | 2009       |
| 20   | Park Origin Thonglor Tower III                            | Watthana          | Băng Cốc     | 230 m | 754 ft   | 59   | 2022[UC]   |
| 21   | Empire Tower                                              | Sathon            | Băng Cốc     | 227 m | 744 ft   | 58   | 1999       |
| 22   | MARQUE Sukhumvit                                          | Watthana          | Băng Cốc     | 222 m | 730 ft   | 50   | 2017       |
| 23   | Jewelry Trade Center                                      | Bang Rak          | Băng Cốc     | 221 m | 724 ft   | 56   | 1996       |
| 24   | The Pano                                                  | Yan Nawa          | Băng Cốc     | 220 m | 722 ft   | 55   | 2010       |
| 25   | The Politan Aqua                                          | Mueang Nonthaburi | Nonthaburi   | 214 m | 703 ft   | 61   | 2020       |
| 26   | Kasikorn Bank Head Office                                 | Rat Burana        | Băng Cốc     | 208 m | 681 ft   | 42   | 1995       |
| 27   | Ashton Silom                                              | Bang Rak          | Băng Cốc     | 206 m | 676 ft   | 48   | 2018       |
| 28   | Northpoint South Tower                                    | Pattaya           | Chonburi     | 205 m | 673 ft   | 54   | 2010       |
| 29   | The Offices at CentralWorld                               | Pathum Wan        | Băng Cốc     | 204 m | 669 ft   | 45   | 2004       |
| 30   | Ashton Chula-Silom                                        | Bang Rak          | Băng Cốc     | 204 m | 669 ft   | 56   | 2018       |
| 31   | Office at Singha Complex                                  | Huai Khwang       | Băng Cốc     | 203 m | 666 ft   | 42   | 2018       |
| 32=  | Millennium Residence Tower II                             | Khlong Toei       | Băng Cốc     | 199 m | 654 ft   | 53   | 2009       |
| 32=  | Millennium Residence Tower III                            | Khlong Toei       | Băng Cốc     | 199 m | 654 ft   | 53   | 2009       |
| 34   | M Silom                                                   | Sathon            | Băng Cốc     | 198 m | 650 ft   | 53   | 2015       |
| 35   | Thai Wah Tower II                                         | Sathon            | Băng Cốc     | 197 m | 646 ft   | 60   | 1996       |
| 36   | Grande Centre Point Ratchadamri                           | Pathum Wan        | Băng Cốc     | 197 m | 646 ft   | 50   | 2007       |
| 37   | Siamese Sukhumvit 48                                      | Khlong Toei       | Băng Cốc     | 196 m | 643 ft   | 39   | 2020       |
| 38   | Sinn Sathorn Tower                                        | Khlong San        | Băng Cốc     | 195 m | 640 ft   | 43   | 1993       |
| 39   | Ashton Asoke                                              | Watthana          | Băng Cốc     | 193 m | 633 ft   | 50   | 2017       |
| 40   | Circle 2 Living Prototype                                 | Ratchathewi       | Băng Cốc     | 193 m | 632 ft   | 53   | 2015       |
| 41=  | Millennium Residence Tower I                              | Khlong Toei       | Băng Cốc     | 192 m | 631 ft   | 51   | 2009       |
| 41=  | Millennium Residence Tower IV                             | Khlong Toei       | Băng Cốc     | 192 m | 631 ft   | 51   | 2009       |
| 43   | Krungsri Ploenchit Tower                                  | Pathum Wan        | Băng Cốc     | 192 m | 630 ft   | 37   | 2018       |
| 44   | Sathorn Square Office Tower                               | Bang Rak          | Băng Cốc     | 191 m | 627 ft   | 40   | 2011       |
| 45   | Zire Wongamat South Tower                                 | Pattaya           | Chonburi     | 190 m | 623 ft   | 54   | 2014       |
| 46   | CW Tower I                                                | Huai Khwang       | Băng Cốc     | 190 m | 623 ft   | 51   | 2009       |
| 47   | Noble BE19 Tower I                                        | Watthana          | Băng Cốc     | 190 m | 623 ft   | 48   | 2020       |
| 48   | 28 Chidlom                                                | Pathum Wan        | Băng Cốc     | 189 m | 620 ft   | 47   | 2019       |
| 49   | Watermark Chaophraya River Tower I                        | Khlong San        | Băng Cốc     | 189 m | 619 ft   | 52   | 2008       |
| 50   | The Bangkok Sathorn                                       | Sathon            | Băng Cốc     | 189 m | 619 ft   | 50   | 2016       |
| 51   | The Empire Place                                          | Sathon            | Băng Cốc     | 188 m | 617 ft   | 45   | 2008       |
| 52   | Park Origin Thonglor Tower II                             | Watthana          | Băng Cốc     | 188 m | 616 ft   | 53   | 2022[UC]   |
| 53   | Copacabana Beach Jomtien                                  | Pattaya           | Chonburi     | 188 m | 615 ft   | 59   | 2022[UC]   |
| 54   | The Lumpini 24                                            | Khlong Toei       | Băng Cốc     | 187 m | 615 ft   | 46   | 2016       |
| 55   | Abdulrahim Place                                          | Bang Rak          | Băng Cốc     | 187 m | 614 ft   | 34   | 1996       |
| 56   | United Center                                             | Bang Rak          | Băng Cốc     | 187 m | 614 ft   | 50   | 1995       |
| 57   | The Politan Rive                                          | Mueang Nonthaburi | Nonthaburi   | 187 m | 612 ft   | 57   | 2018       |
| 58   | Park Origin Phrom Phong Tower II                          | Khlong Toei       | Băng Cốc     | 186 m | 611 ft   | 50   | 2017       |
| 59   | Noble Ploenchit Tower II                                  | Pathum Wan        | Băng Cốc     | 186 m | 610 ft   | 51   | 2016       |
| 60   | Park Origin Phrom Phong Tower V                           | Khlong Toei       | Băng Cốc     | 184 m | 603 ft   | 48   | 2018       |
| 61   | White Sand Beach Residences Pattaya                       | Sattahip          | Chonburi     | 183 m | 600 ft   | 37   | 2015       |
| 62   | Reflection Jomtien Beach Pattaya Oceanview Tower          | Sattahip          | Chonburi     | 183 m | 600 ft   | 42   | 2013       |
| 63   | StarView Tower II                                         | Bang Kho Laem     | Băng Cốc     | 181 m | 592 ft   | 54   | 2015       |
| 64   | Pattaya Park Tower                                        | Pattaya           | Chonburi     | 180 m | 591 ft   | 55   | 1995       |
| 65   | Whizdom Essence Sukhumvit                                 | Phra Khanong      | Băng Cốc     | 180 m | 591 ft   | 50   | 2018       |
| 66   | Bhiraj Tower at EmQuartier                                | Watthana          | Băng Cốc     | 180 m | 591 ft   | 45   | 2015       |
| 67   | The ESSE at Singha Complex                                | Huai Khwang       | Băng Cốc     | 180 m | 591 ft   | 39   | 2019       |
| 68   | RHYTHM Phahon-Ari                                         | Phaya Thai        | Băng Cốc     | 178 m | 584 ft   | 53   | 2013       |
| 69   | Banyan Tree Residences Riverside Bangkok                  | Khlong San        | Băng Cốc     | 178 m | 583 ft   | 45   | 2019       |
| 70   | Northpoint North Tower                                    | Pattaya           | Chonburi     | 177 m | 581 ft   | 46   | 2010       |
| 71   | The ESSE Sukhumvit 36                                     | Khlong Toei       | Băng Cốc     | 176 m | 579 ft   | 43   | 2020       |
| 72   | The St. Regis Bangkok                                     | Pathum Wan        | Băng Cốc     | 176 m | 577 ft   | 47   | 2011       |
| 73   | Exchange Tower                                            | Khlong Toei       | Băng Cốc     | 175 m | 574 ft   | 45   | 2004       |
| 74   | Sathorn House                                             | Bang Rak          | Băng Cốc     | 174 m | 572 ft   | 50   | 1999       |
| 75   | Q Sukhumvit                                               | Khlong Toei       | Băng Cốc     | 174 m | 571 ft   | 40   | 2018       |
| 76   | Ideo Q Sukhumvit 36                                       | Khlong Toei       | Băng Cốc     | 173 m | 568 ft   | 47   | 2020       |
| 77   | The Monument Thong Lo                                     | Watthana          | Băng Cốc     | 173 m | 568 ft   | 45   | 2019       |
| 78   | The Hansar Hotel & Residence                              | Pathum Wan        | Băng Cốc     | 173 m | 567 ft   | 43   | 2010       |
| 79   | Hyde Heritage Thonglor                                    | Watthana          | Băng Cốc     | 172 m | 564 ft   | 45   | 2022[UC]   |
| 80   | The Line Sukhumvit 101                                    | Phra Khanong      | Băng Cốc     | 172 m | 563 ft   | 37   | 2019       |
| 81   | UOB Head Office                                           | Khlong Toei       | Băng Cốc     | 171 m | 561 ft   | 31   | 2022       |
| 82   | Column Tower                                              | Khlong Toei       | Băng Cốc     | 170 m | 558 ft   | 42   | 2007       |
| 83   | Park Hyatt Bangkok at Central Embassy                     | Pathum Wan        | Băng Cốc     | 170 m | 558 ft   | 37   | 2016       |
| 84   | Q. House Lumpini                                          | Sathon            | Băng Cốc     | 170 m | 558 ft   | 38   | 2006       |
| 85   | EXAT Building                                             | Huai Khwang       | Băng Cốc     | 170 m | 556 ft   | 28   | 2020       |
| 86   | Noble Ploenchit Tower III                                 | Pathum Wan        | Băng Cốc     | 169 m | 554 ft   | 46   | 2016       |
| 87   | Q Asoke                                                   | Ratchathewi       | Băng Cốc     | 169 m | 553 ft   | 41   | 2015       |
| 88   | 66 Tower                                                  | Bang Na           | Băng Cốc     | 169 m | 553 ft   | 28   | 2021       |
| 89   | Ashton Asok-Rama 9 Omega Tower                            | Din Daeng         | Băng Cốc     | 168 m | 552 ft   | 49   | 2020       |
| 90   | KnightsBridge Prime Sathorn                               | Sathon            | Băng Cốc     | 168 m | 552 ft   | 43   | 2019       |
| 91   | Hyde Sukhumvit 13                                         | Watthana          | Băng Cốc     | 168 m | 550 ft   | 40   | 2014       |
| 92   | Windshell Naradhiwas                                      | Sathon            | Băng Cốc     | 167 m | 549 ft   | 28   | 2019       |
| 93   | Oakwood Hotel & Residence Sri Racha                       | Si Racha          | Chonburi     | 167 m | 548 ft   | 48   | 2017       |
| 94   | Emporium Suites                                           | Khlong Toei       | Băng Cốc     | 167 m | 548 ft   | 46   | 1998       |
| 95   | Hyde Sukhumvit 11                                         | Watthana          | Băng Cốc     | 167 m | 548 ft   | 39   | 2018       |
| 96   | Somkhit Tower at The Park Chidlom                         | Pathum Wan        | Băng Cốc     | 167 m | 548 ft   | 35   | 2007       |
| 97   | Sky Beach Condominium                                     | Pattaya           | Chonburi     | 167 m | 546 ft   | 41   | 1992       |
| 98   | The Issara Ladprao                                        | Chatuchak         | Băng Cốc     | 166 m | 546 ft   | 47   | 2011       |
| 99   | Supalai Prima Riva                                        | Yan Nawa          | Băng Cốc     | 166 m | 544 ft   | 47   | 2015       |
| 100  | The Sukhothai Residences                                  | Sathon            | Băng Cốc     | 165 m | 542 ft   | 41   | 2012       |
| 101  | CW Tower II                                               | Huai Khwang       | Băng Cốc     | 165 m | 541 ft   | 46   | 2009       |
| 102  | The Waterford Diamond                                     | Khlong Toei       | Băng Cốc     | 165 m | 541 ft   | 46   | 1999       |
| 103  | Italthai Tower                                            | Huai Khwang       | Băng Cốc     | 165 m | 541 ft   | 44   | 1996       |
| 104  | Amanta Lumpini                                            | Sahon             | Băng Cốc     | 165 m | 541 ft   | 44   | 2009       |
| 105  | Interchange 21                                            | Watthana          | Băng Cốc     | 165 m | 541 ft   | 36   | 2008       |
| 106  | Aguston Sukhumvit 22 Tower II                             | Khlong Toei       | Băng Cốc     | 165 m | 541 ft   | 35   | 2010       |
| 107  | Grande Centre Point Terminal 21                           | Watthana          | Băng Cốc     | 165 m | 541 ft   | 32   | 2011       |
| 108  | Bright Wongwian Yai                                       | Thon Buri         | Băng Cốc     | 165 m | 541 ft   | 46   | 2017       |
| 109  | RS Tower                                                  | Din Daeng         | Băng Cốc     | 165 m | 541 ft   | 41   | 1996       |
| 110  | The Loft Silom                                            | Bang Rak          | Băng Cốc     | 164 m | 537 ft   | 37   | 2020       |
| 111  | Kimpton Hotels & Restaurants at Sindhorn Village          | Pathum Wan        | Băng Cốc     | 163 m | 536 ft   | 39   | 2019       |
| 112  | Fullerton Sukhumvit                                       | Watthana          | Băng Cốc     | 163 m | 533 ft   | 37   | 2006       |
| 113  | Kronos Office Tower                                       | Bang Rak          | Băng Cốc     | 162 m | 532 ft   | 26   | 2021       |
| 114  | Q Chidlom-Phetchaburi                                     | Ratchathewi       | Băng Cốc     | 162 m | 532 ft   | 42   | 2018       |
| 115  | Samyan Mitrtown Office Tower                              | Pathum Wan        | Băng Cốc     | 162 m | 530 ft   | 31   | 2019       |
| 116  | Oka Haus Sukhumvit 36                                     | Khlong Toei       | Băng Cốc     | 162 m | 530 ft   | 47   | 2020       |
| 117  | Sky Walk Residences                                       | Watthana          | Băng Cốc     | 161 m | 528 ft   | 50   | 2012       |
| 118  | PYNE                                                      | Ratchathewi       | Băng Cốc     | 161 m | 528 ft   | 42   | 2013       |
| 119  | Cetus Beachfront Pattaya                                  | Pattaya           | Chonburi     | 161 m | 527 ft   | 49   | 2015       |
| 120  | Vanit Building II                                         | Ratchathewi       | Băng Cốc     | 160 m | 525 ft   | 42   | 1994       |
| 121  | Interlink Tower                                           | Bang Na           | Băng Cốc     | 160 m | 525 ft   | 40   | 1995       |
| 122  | Bank of Ayudhya Head Office                               | Yan Nawa          | Băng Cốc     | 160 m | 525 ft   | 39   | 1996       |
| 123  | U Chu Liang Building                                      | Bang Rak          | Băng Cốc     | 160 m | 525 ft   | 38   | 1998       |
| 124  | Thani Noppharat Building                                  | Din Daeng         | Băng Cốc     | 160 m | 525 ft   | 37   | 2017       |
| 125  | Whizdom Inspire Sukhumvit                                 | Phra Khanong      | Băng Cốc     | 160 m | 524 ft   | 46   | 2020       |
| 126  | G Tower                                                   | Huai Khwang       | Băng Cốc     | 159 m | 522 ft   | 39   | 2017       |
| 127  | Nara 9                                                    | Sathon            | Băng Cốc     | 159 m | 522 ft   | 40   | 2017       |
| 128  | The Cathedral of Learning                                 | Bang Sao Thong    | Samut Prakan | 159 m | 522 ft   | 38   | 2000       |
| 129  | The Emporio Place East Tower                              | Khlong Toei       | Băng Cốc     | 158 m | 518 ft   | 42   | 2009       |
| 130  | Q Langsuan                                                | Pathum Wan        | Băng Cốc     | 158 m | 518 ft   | 37   | 2010       |
| 131  | Grand Langsuan Condominium                                | Pathum Wan        | Băng Cốc     | 158 m | 518 ft   | 36   | 1998       |
| 132  | T-One Building                                            | Khlong Toei       | Băng Cốc     | 158 m | 518 ft   | 28   | 2019       |
| 133  | KnightsBridge Prime Onnut                                 | Watthana          | Băng Cốc     | 158 m | 517 ft   | 47   | 2020       |
| 134  | Royce Private Residences Tower I                          | Watthana          | Băng Cốc     | 157 m | 516 ft   | 39   | 2012       |
| 135  | Chamchuri Square                                          | Pathum Wan        | Băng Cốc     | 157 m | 515 ft   | 40   | 2008       |
| 136  | The Lofts Asoke                                           | Watthana          | Băng Cốc     | 157 m | 514 ft   | 37   | 2018       |
| 137  | LAVIQ Sukhumvit 57                                        | Watthana          | Băng Cốc     | 155 m | 510 ft   | 33   | 2019       |
| 138  | WISH Signature Midtown Siam                               | Ratchathewi       | Băng Cốc     | 155 m | 509 ft   | 45   | 2018       |
| 139  | Centric Sea Pattaya Tower I                               | Pattaya           | Chonburi     | 155 m | 509 ft   | 44   | 2015       |
| 140  | Circle 1 Condominium Tower II                             | Ratchathewi       | Băng Cốc     | 155 m | 509 ft   | 43   | 2011       |
| 141  | 333 Riverside Tower II                                    | Bang Sue          | Băng Cốc     | 155 m | 509 ft   | 42   | 2016       |
| 142  | Centric Tiwanon Station Tower I                           | Mueang Nonthaburi | Nonthaburi   | 155 m | 509 ft   | 41   | 2014       |
| 143  | Langsuan Ville                                            | Pathum Wan        | Băng Cốc     | 155 m | 509 ft   | 39   | 1997       |
| 144  | The Zea Sriracha                                          | Si Racha          | Chonburi     | 155 m | 509 ft   | 39   | 2017       |
| 145  | ICS Tower                                                 | Khlong San        | Băng Cốc     | 155 m | 509 ft   | 29   | 2022[UC]   |
| 146  | AIA Capital Center                                        | Din Daeng         | Băng Cốc     | 155 m | 508 ft   | 34   | 2014       |
| 147  | Rosewood Bangkok                                          | Pathum Wan        | Băng Cốc     | 155 m | 508 ft   | 33   | 2018       |
| 148  | Ashton Asok-Rama 9 Alpha Tower                            | Din Daeng         | Băng Cốc     | 155 m | 507 ft   | 45   | 2020       |
| 149  | ANIL Sathorn 12                                           | Bang Rak          | Băng Cốc     | 155 m | 507 ft   | 42   | 2022       |
| 150  | C Ekkamai                                                 | Watthana          | Băng Cốc     | 154 m | 506 ft   | 44   | 2018       |
| 151  | Life Asoke-Rama 9                                         | Ratchathewi       | Băng Cốc     | 154 m | 504 ft   | 46   | 2020       |
| 152  | RHYTHM Sathorn South Building                             | Sathon            | Băng Cốc     | 154 m | 504 ft   | 41   | 2015       |
| 153  | Vanissa Building                                          | Pathum Wan        | Băng Cốc     | 153 m | 503 ft   | 22   | 2022[UC]   |
| 154  | The Residence Sukhumvit 24 Tower II                       | Khlong Toei       | Băng Cốc     | 153 m | 502 ft   | 41   | 2008       |
| 155  | EDGE Sukhumvit 23                                         | Watthana          | Băng Cốc     | 153 m | 501 ft   | 35   | 2016       |
| 156  | Villa Rachatewi                                           | Ratchathewi       | Băng Cốc     | 152 m | 499 ft   | 44   | 2010       |
| 157  | Energy Complex Building I                                 | Chatuchak         | Băng Cốc     | 152 m | 499 ft   | 36   | 2009       |
| 158  | The River North Tower                                     | Khlong San        | Băng Cốc     | 152 m | 498 ft   | 42   | 2012       |
| 159  | Park Origin Phrom Phong Tower VI                          | Khlong Toei       | Băng Cốc     | 152 m | 497 ft   | 42   | 2018       |
| 160  | Baiyoke Tower I                                           | Ratchathewi       | Băng Cốc     | 151 m | 495 ft   | 43   | 1987       |
| 161= | The Saint Residences Tower I                              | Chatuchak         | Băng Cốc     | 151 m | 495 ft   | 41   | 2018       |
| 161= | The Saint Residences Tower II                             | Chatuchak         | Băng Cốc     | 151 m | 495 ft   | 41   | 2018       |
| 161= | The Saint Residences Tower III                            | Chatuchak         | Băng Cốc     | 151 m | 495 ft   | 41   | 2018       |
| 164  | The Peninsula Bangkok Hotel                               | Khlong San        | Băng Cốc     | 151 m | 495 ft   | 37   | 1998       |
| 165  | The Riviera Wongamat Beach South Tower                    | Pattaya           | Chonburi     | 151 m | 495 ft   | 43   | 2017       |

UC ^  đang xây dựng, dự kiến hoàn thành trong năm 2022.

## Đang xây dựng
Dưới đây là những tòa nhà đang xây dựng tại Thái Lan. Chỉ riêng Băng Cốc, đã có hơn 80 tòa nhà (cao hơn 30 tầng) hiện đang thi công. Trong đó tổng cộng khoảng 500 tòa nhà đã hoàn thành tại Băng Cốc và khiến nó trở thành một trong mười thành phố trên thế giới có số lượng nhà chọc trời nhiều nhất.
| Hạng | Tòa nhà                                   | Vị trí       | Tỉnh         | Chiều cao | Chiều cao | Tầng | Sẽ hoàn thành |
| ---- | ----------------------------------------- | ------------ | ------------ | --------- | --------- | ---- | ------------- |
| 1    | Signature Tower                           | Pathum Wan   | Băng Cốc     | 437 m     | 1435 ft   | 92   | 2026          |
| 2    | Dusit Residences                          | Bang Rak     | Băng Cốc     | 299 m     | 981 ft    | 69   | 2025          |
| 3    | One Bangkok Office & Hotel Tower I        | Pathum Wan   | Băng Cốc     | 285 m     | 934 ft    | 60   | 2025          |
| 4    | One Bangkok Residential Tower III         | Pathum Wan   | Băng Cốc     | 278 m     | 912 ft    | 61   | 2024          |
| 5    | One Bangkok Office Tower II               | Pathum Wan   | Băng Cốc     | 274 m     | 900 ft    | 58   | 2023          |
| 6    | One Bangkok Office Tower I                | Pathum Wan   | Băng Cốc     | 264 m     | 866 ft    | 50   | 2024          |
| 7    | KingBridge Tower                          | Yan Nawa     | Băng Cốc     | 260 m     | 853 ft    | 43   | 2025          |
| 8    | One Bangkok Residential Tower V           | Pathum Wan   | Băng Cốc     | 251 m     | 824 ft    | 65   | 2025          |
| 9    | Summit Tower                              | Ratchathewi  | Băng Cốc     | 221 m     | 725 ft    | 45   | 2025          |
| 10   | One Bangkok Hotel & Residential Tower III | Pathum Wan   | Băng Cốc     | 216 m     | 710 ft    | 50   | 2024          |
| 11   | Grand Solaire Pattaya                     | Pattaya      | Chonburi     | 213 m     | 699 ft    | 62   | 2025          |
| 12   | The Address Siam-Ratchathewi              | Ratchathewi  | Băng Cốc     | 209 m     | 685 ft    | 50   | 2023          |
| 13   | Arom Wongamat                             | Pattaya      | Chonburi     | 206 m     | 677 ft    | 55   | 2025          |
| 14   | Park Origin Chula-Samyan                  | Pathum Wan   | Băng Cốc     | 205 m     | 673 ft    | 47   | 2023          |
| 15   | Park Silom                                | Bang Rak     | Băng Cốc     | 204 m     | 668 ft    | 38   | 2023          |
| 16   | CLOUD Thonglor-Phetchaburi                | Huai Khwang  | Băng Cốc     | 202 m     | 663 ft    | 56   | 2023          |
| 17   | CLOUD Residences Sukhumvit 23             | Watthana     | Băng Cốc     | 200 m     | 656 ft    | 43   | 2024          |
| 18   | Supalai ICON Sathorn                      | Sathon       | Băng Cốc     | 197 m     | 646 ft    | 56   | 2024          |
| 19   | Siamese Tower Rama 9                      | Huai Khwang  | Băng Cốc     | 195 m     | 638 ft    | 38   | 2023          |
| 20   | Whizdom The Forestias Destinia Tower      | Bang Phli    | Samut Prakan | 193 m     | 632 ft    | 50   | 2023          |
| 21   | One Bangkok Office Tower III              | Pathum Wan   | Băng Cốc     | 183 m     | 600 ft    | 40   | 2023          |
| 22   | Whizdom The Forestias Mytopia Tower       | Bang Phli    | Samut Prakan | 183 m     | 600 ft    | 43   | 2023          |
| 23   | Dusit Central Park Office                 | Bang Rak     | Băng Cốc     | 183 m     | 599 ft    | 44   | 2025          |
| 24   | The Platinum Tower                        | Pathum Wan   | Băng Cốc     | 180 m     | 591 ft    | 35   | 2023          |
| 25   | Dusit Thani Bangkok                       | Bang Rak     | Băng Cốc     | 179 m     | 587 ft    | 46   | 2025          |
| 26   | Whizdom The Forestias Petopia Tower       | Bang Phli    | Samut Prakan | 173 m     | 567 ft    | 43   | 2023          |
| 27   | Skyrise Avenue Sukhumvit 64 Tower IV      | Phra Khanong | Băng Cốc     | 166 m     | 544 ft    | 49   | 2025          |
| 28   | Tait Sathorn 12                           | Bang Rak     | Băng Cốc     | 166 m     | 543 ft    | 40   | 2024          |
| 29   | Sapphire Luxurious Condominium            | Yan Nawa     | Băng Cốc     | 265 m     | 541 ft    | 44   | 2023          |
| 30=  | Skyrise Avenue Sukhumvit 64 Tower I       | Phra Khanong | Băng Cốc     | 163 m     | 533 ft    | 48   | 2025          |
| 30=  | Skyrise Avenue Sukhumvit 64 Tower II      | Phra Khanong | Băng Cốc     | 163 m     | 533 ft    | 48   | 2025          |
| 32   | Park Origin Ratchathewi                   | Ratchathewi  | Băng Cốc     | 161 m     | 527 ft    | 41   | 2023          |
| 33   | Skyrise Avenue Sukhumvit 64 Tower II      | Phra Khanong | Băng Cốc     | 156 m     | 512 ft    | 46   | 2025          |
| 34   | Wish Signature II Midtown Siam            | Ratchathewi  | Băng Cốc     | 155 m     | 508 ft    | 41   | 2023          |

## Danh sách công trình cao nhất
| Hạng | Tên                                 | Vị trí                 | Tỉnh              | Chiều cao      | Loại kiến trúc     | Năm xây dựng |
| ---- | ----------------------------------- | ---------------------- | ----------------- | -------------- | ------------------ | ------------ |
| 1    | Pattaya Park Tower                  | Pattaya                | Chonburi          | 240 m (790 ft) | Tháp quan sát      |              |
| 2    | Cầu Kanchanaphisek                  | Phra Pradaeng          | Samut Prakan      | 187 m (614 ft) | Cầu                | 2007         |
| 3    | Đài quan sát Samut Prakan           | Samut Prakan           | Samut Prakan      | 179 m (587 ft) | Tháp quan sát      | 2017         |
| 4    | Cầu Rama VIII                       | Bang Phlat/Phra Nakhon | Băng Cốc          | 160 m (520 ft) | Cầu                | 2002         |
| 5    | Tháp không lưu Sân bay Suvarnabhumi | Bang Phli              | Samut Prakan      | 132 m (433 ft) | Tháp không lưu     | 2006         |
| 6    | Tháp Wongamat                       | Pattaya                | Chonburi          | 125 m (410 ft) | Tháp Wongamat      | 2015         |
| 7    | Banharn-Jamsai Tower                | Suphan Buri            | Suphan Buri       | 123 m (404 ft) | Tháp quan sát      |              |
| 8    | Phra Pathommachedi                  | Nakhon Pathom          | Nakhon Pathom     | 120 m (390 ft) | Stupa              | 1870         |
| 9    | Terminal 21 Korat Tower             | Nakhon Ratchasima      | Nakhon Ratchasima | 110 m (360 ft) | Tháp quan sát      | 2016         |
| 10   | Đài quan sát Roi                    | Roi Et                 | Roi Et            | 101 m (331 ft) | Tháp quan sát      | 2020         |
| 11   | Cầu Rama IX                         | Yan Nawa/Rat Burana    | Băng Cốc          | 87 m (285 ft)  | Cầu                | 1987         |
| 12   | Srilamduan Honor Tower              | Sisaket                | Sisaket           | 84 m (276 ft)  | Tháp quan sát      | 2016         |
| 13   | Suranapa Tower                      | Nakhon Ratchasima      | Nakhon Ratchasima | 82 m (269 ft)  | Tháp quan sát      | 1993         |
| 14   | Mitsubishi Elevator Asia Test Tower | Chonburi               | Chonburi          | 68 m (223 ft)  | Tháp thử thang máy | 2017         |
| 15   | Ho Kaeo Mukdahan                    | Mukdahan               | Mukdahan          | 65 m (213 ft)  | Tháp quan sát      | 1996         |
| 16   | Asiatique Wheel                     | Bang Kho Laem          | Băng Cốc          | 60 m (200 ft)  | Đu quay            | 2012         |
| 17   | Cầu Bhumibol 1                      | Yan Nawa               | Băng Cốc          | 50 m (160 ft)  | Cầu                | 2006         |
| 18   | Cầu Bhumibol 2                      | Phra Pradaeng          | Samut Prakan      | 50 m (160 ft)  | Bridge             | 2006         |
| 19   | Santorini Park Wheel                | Cha-am                 | Phetchaburi       | 40 m (130 ft)  | Đu quay            | 2012         |

### Đề xuất
| Hạng | Tên                       | Vị trí      | Tỉnh     | Độ cao           | Loại kiến trúc         | Sẽ hoàn thành |
| ---- | ------------------------- | ----------- | -------- | ---------------- | ---------------------- | ------------- |
| 1    | Super Tower - GLand       | Huai Khwang | Băng Cốc | 615 m (2.018 ft) | Đa năng & đài quan sát | Tạm ngưng     |
| 2    | Bangkok Observation Tower | Khlong San  | Băng Cốc | 459 m (1.506 ft) | Tháp quan sát          | Tạm ngưng     |
| 3    | MCOT Complex Center       | Huaykwang   | Băng Cốc | 369 m (1.211 ft) | Tháp truyền hình       | TBA           |
| 4    | Phuket Wheel              | Phuket      | Phuket   | 168 m (551 ft)   | Đu quay                | TBA           |

## Danh sách tượng cao nhất
| Hạng | Tên                                                                                                  | Vị trí                                  | Tỉnh             | Chiều cao            | Mô tả                                                                                       | Hình ảnh |
| ---- | --- | --------------------------------------- | ---------------- | -------------------- | ------------------------------------------------------------------------------------------- | -------- |
| -    | Phra Buddha Butsaya Kheeree Sri Suvarnabhumi (พระพุทธบุษยคีรีศรีสุวรรณภูมิ) Phật Suphan Buri (Đang xây dựng) | Wat Khao Tham Theam                     | Suphan Buri      | 108 m (354 ft)       | Thích-ca Mâu-ni                                                                             |          |
| 1    | Great Buddha of Thailand                                                                             | Wat Muang Temple                        | Ang Thong        | 92 m (302 ft)        | Thích-ca Mâu-ni                                                                             |          |
| 2    | Great Guan Yin of Chiang Rai                                                                         | Wat Huay Phla Kang                      | Chiang Rai       | 69 m (226 ft)        | Guanyin                                                                                     |          |
| -    | Phra Buddha Dhammakaya Dhepmongkol (Under construction)                                              | Wat Paknam Bhasicharoen                 | Băng Cốc         | 69 m (226 ft)        | Thích-ca Mâu-ni                                                                             |          |
| 3    | Phra Buddha Maha Mongkhol (Great Buddha of Roi Et)                                                   | Wat Bhurapha Phiram Temple              | Roi Et           | 59,4 m (195 ft)      | Thích-ca Mâu-ni                                                                             |          |
| 4    | Phra Buddha Ming Mongkhol (Phuket Big Buddha)                                                        | Wat Khitthi Sanga Ram Temple            | Phuket           | 45 m (148 ft)        | Thích-ca Mâu-ni                                                                             |          |
| 5    | Three-Head Erawan Elephant                                                                           | Erawan Museum                           | Samut Prakan     | 43,6 m (143 ft)      | Erawan                                                                                      |          |
| 6    | Great Bronze Ganesha of Chachoengsao                                                                 | Ganesha International Park              | Chachoengsao     | 39 m (128 ft)        | Ganesha                                                                                     |          |
| 7    | Phra Buddha Sri Arija Metrai (Great Buddha of Bangkok)                                               | Wat Intharawihan                        | Bangkok          | 32 m (105 ft)        | Di-lặc                                                                                      |          |
| 8    | Phra Buddha Maha Mhetta (Great Kantarath Buddha of Kanchanaburi)                                     | Wat Thip Sukala Tharam Temple           | Kanchanaburi     | ~ 32 m (105 ft)      | Thích-ca Mâu-ni                                                                             |          |
| 9    | Phra Maha Buddha Pim (Wat Chaiyo Big Buddha)                                                         | Wat Chaiyo Worawihara Temple            | Ang Thong        | 22,67 m (74,4 ft)    | Thích-ca Mâu-ni                                                                             |          |
| 10   | Phra Buddha Mongkhol Maharat (Great Buddha of Hat Yai)                                               | Khao Kho-Haan hill, Hat Yai             | Songkhla         | 19,90 m (65,3 ft)    | Thích-ca Mâu-ni                                                                             |          |
| 11   | Phra Buddha Trai Ratana Nayok                                                                        | Wat Phanan Choeng                       | Ayutthaya        | 19 m (62 ft)         | Thích-ca Mâu-ni                                                                             |          |
| 12   | Phra Sappha Phanya (Great Buddha of Loei)                                                            | Wat Pa Huay Lat Monastery               | Loei             | ~ 19 m (62 ft)       | Thích-ca Mâu-ni                                                                             |          |
| 13   | Luangpho Chin Prathan Phorn (Wat Tham Suea)                                                          | Wat Tham Seau                           | Kanchanaburi     | 18,22 m (59,8 ft)    | Thích-ca Mâu-ni                                                                             |          |
| 14   | Phra Buddha Sukkhotai Walai Chalatharn (Pattaya Big Buddha)                                          | Khao Phra Tamnak hill, Pattaya          | Chonburi         | 18 m (59 ft)         | Gautama                                                                                     |          |
| 15   | Luangpho Tun Jai at Doi Kham                                                                         | Wat Phra Thart Doi Kham                 | Chiang Mail      | ~ 17 m (56 ft)       | Thích-ca Mâu-ni                                                                             |          |
| 16   | Phra Buddha Maha Dharma Racha Chalerm Phra Kiarti (Great Buddha of Phetchabun)                       | Phetcha Pura Buddha park                | Phetchabun       | 16,59 m (54,4 ft)    | Thích-ca Mâu-ni                                                                             |          |
| 17   | Phra Sri Sakaya Thosabhon Yarna                                                                      | Phutthamonthon                          | Nakhon Pathom    | 15.875 m (52.083 ft) | Thích-ca Mâu-ni                                                                             |          |
| 18   | Phra Buddha Aja-na                                                                                   | Wat Si Chum                             | Sukkhotai        | 15 m (49 ft)         | Thích-ca Mâu-ni                                                                             |          |
| 19   | The Raja Bhakdi Great Kings Monuments                                                                | Rajabhakti Park                         | Prajuap Kirikhan | ~ 13,9 m (46 ft)     | - Ramkhamhaeng - Naresuan - Narai - Taksin Đại đế - Rama I - Rama IV - Chulalongkorn Đại đế |          |
| 20   | Luangpho Yai Koh Faan (Samui Big Buddha)                                                             | Wat Phra Yai Koh Faan Temple, Koh Samui | Surat Thani      | 12 m (39 ft)         | Thích-ca Mâu-ni                                                                             |          |

## Dòng thời gian tòa nhà cao nhất
Danh sách những tòa nhà từng giữ vị trí cao nhất tại Thái Lan.
| Năm       | Tòa nhà                                     | Vị trí      | Tỉnh     | Chiều cao | Chiều cao | Tầng |
| --------- | ------------------------------------------- | ----------- | -------- | --------- | --------- | ---- |
| 2018–nay  | Magnolias Waterfront Residences at Iconsiam | Khlong San  | Băng Cốc | 318 m     | 1,043 ft  | 70   |
| 2016–2018 | King Power MahaNakhon                       | Bang Rak    | Băng Cốc | 314 m     | 1,030 ft  | 77   |
| 1997–2016 | Baiyoke Tower II                            | Ratchathewi | Băng Cốc | 304 m     | 997 ft    | 85   |
| 1996–1997 | Jewelry Trade Center                        | Bang Rak    | Băng Cốc | 221 m     | 725 ft    | 59   |
| 1993–1996 | Sinn Sathorn Tower                          | Khlong San  | Băng Cốc | 195 m     | 640 ft    | 43   |
| 1987–1993 | Baiyoke Tower I                             | Ratchathewi | Băng Cốc | 150 m     | 490 ft    | 42   |
| 1981–1987 | Bangkok Bank Head Office                    | Bang Rak    | Băng Cốc |           |           | 33   |
| 1978–1981 | Chokchai Tower                              | Watthana    | Băng Cốc |           |           | 26   |
| 1968–1978 | Dusit Thani Hotel                           | Bang Rak    | Băng Cốc |           |           | 23   |
| 1964–1968 | American International Tower                | Bang Rak    | Băng Cốc |           |           | 11   |